# Leucio Carino
Leucio, llamado Leucio Carino (en latín, Leucius Charinus) por Focio en el siglo IX, es un autor cristiano que ha escrito algunas obras consideradas apócrifas por la Iglesia Católica. El primero que le cita por su nombre es Epifanio de Salamina, diciendo que habría sido discípulo del apóstol Juan y habría escrito en griego los Hechos de Juan en Roma y los Hechos del apóstol Pedro y Simón, ambos declarados apócrifos posteriormente.
Bajo el nombre de 'Leucio', la tradición cristiana le atribuye la escritura de un conjunto de escritos asociados con los hechos de los apóstoles que serían declarados apócrifos en el siglo VI y que se han considerado como de baja reputación por falta de fiabilidad en comparación con los textos canónicos. El medievalista Montague Rhodes James llama a este ciclo de escrituras con el término de romances apostólicos que parece hubiera tenido una gran vigencia mucho antes de que una selección de sus obras se leyera en voz alta en el Segundo Concilio de Nicea de 787 y fueran rechazadas. 
Leucio no figura entre los primeros maestros heréticos mencionados por su nombre en la obra Adversus haereses de Ireneo (c. 180). La mayoría de los escritos parecen haber surgido a mediados del siglo III.
El relato más completo de Leucio es el que da Focio (Códice 114), que describe un libro llamado Los circuitos de los apóstoles, que contenía los Hechos de Pedro, Juan, Andrés, Tomás y Pablo, que supuestamente fue escrito por 'Leucio Carino'. ¨Lo juzgó lleno de locuras, auto-contradicciones, falsedades e impiedad (Wace). Además, Focio es la única fuente que se dispone para dar su apellido, 'Carino'. Epifanio de Salamina (Haer. 51.427) convirtió a Leucio en discípulo de Juan que se unió a su maestro para oponerse a los ebionitas, una caracterización que parece poco probable, ya que otros escritores patrísticos están de acuerdo en que el ciclo atribuido a él fue docético, que niega la humanidad de Jesús como Cristo. Agustín de Hipona conocía el ciclo, que atribuía a 'Leutio', y su adversario Fausto de Milevo pensaba que los católicos lo habían excluido erróneamente del canon del Nuevo Testamento. Gregorio de Tours encontró una copia de los Hechos de Andrés del ciclo e hizo un epítome del mismo.
Sus escritos son llamados Hechos Leucianos, que comprenden:
- Hechos de Juan
- Hechos de Pedro
- Hechos de Pablo
- Hechos de Andrés
- Hechos de Tomás

Los cinco hechos más importantes son historias de los siglos II y III, siendo algunos de los Hechos Leucianos probablemente redactados en una fecha posterior para expresar una visión más ortodoxa. De los cinco, los Hechos de Juan y Tomás tienen mayor contenido gnóstico.
Existen relatos legendarios de los viajes y acciones heroicas de los apóstoles que parece trataron de igualar y complementar al libro de los Hechos de los Apóstoles. Tratan con estima a los apóstoles e incluyen hechos históricos, pero también utilizan una gran imaginación como anécdotas con animales que hablan e insectos que obedecen.
Enseñaba la existencia de dos dioses: uno maligno, el Dios de los judíos, teniendo a Simón Mago como su ministro, y uno bueno, de Quien vino Cristo. Confundía al Padre y al Hijo y negaba la realidad de la Encarnación de Cristo, y dio una visión docética de Su Vida en la tierra y especialmente de su crucifixión. Condenó el matrimonio y consideró
toda generación como obra del principio del mal. Negó que los demonios fueran creados por Dios y relató historias infantiles de milagrosa recuperación de la vida. En los Hechos de Juan usó un lenguaje que los iconoclastas consideraban que los favorecía.